# Cung điện Zubovai

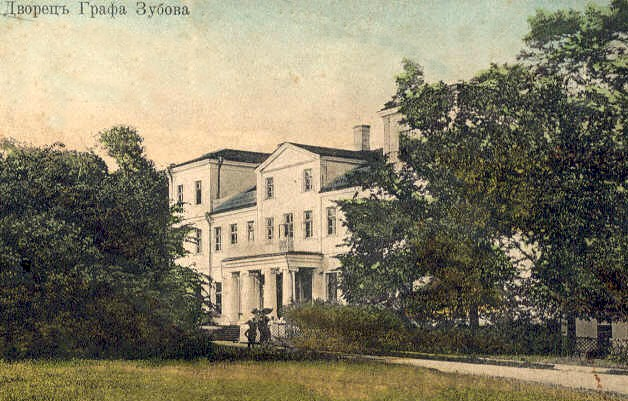
Cung điện Zubovai, Šiauliai

Cung điện Zubovai (hay Didždvaris) là một cung điện cũ của Thân vương Platon Zubov ở Šiauliai. Tòa nhà hiện được sử dụng bởi Khoa Nghệ thuật của Đại học Šiauliai.